# Regiões econômicas da Rússia

A Federação Russa e suas Regiões Econômicas
1. Região Econômica do Centro
2. Região Econômica Central da Terra Negra
3. Região Econômica do Leste Siberiano
4. Região Econômica do Extremo Oriente
5. Região Econômica do Norte
6. Região Econômica do Norte do Cáucaso
7. Região Econômica do Noroeste
8. Região Econômica do Volga
9. Região Econômica dos Urais
10. Região Econômica Volgo-Viatski
11. Região Econômica do Oeste Siberiano
12. Região Econômica de Kaliningrado

A Federação Russa se divide em doze Regiões Econômicas (em russo: экономи́ческие райо́ны, sing. экономи́ческий райо́н; tr.: ekonomicheskiye rayony, sing. ekonomichesky rayon), grupos de unidades da Federação cujas economias têm laços particulares e que compartilham as seguintes características:
- Objetivos econômicos e sociais comuns e participação conjunta em programas de desenvolvimento;
- Potencial e condições econômicas relativamente parecidos;
- Condições climáticas, ecológicas e geológicas similares;
- Métodos de fiscalização técnica de novas construções similares;
- Métodos de administração alfandegária semelhantes;
- Condições de vida da população semelhantes.

Nenhuma unidade da Federação Russa pode pertencer a mais de uma Região Econômica.
As Regiões Econômicas são ainda agrupadas em Zonas e Macrozonas Econômicas. Uma Região Econômica, ou suas partes, pode pertencer a mais de uma Zona ou Macrozona Econômica.
A criação e extinção de Regiões Econômicas ou Zonas e Macrozonas Econômicas, ou qualquer mudança em suas composições, são temas decididos pelo Governo Federal da Rússia.
A divisão do país em Regiões Econômicas é bem diferente da divisão em Distritos Federais. A primeira tem unicamente finalidades econômicas e estatísticas, enquanto que a segunda tem caráter puramente administrativo.

## Lista das regiões econômicas
- Centro
- Central da Terra Negra
- Leste Siberiano
- Extremo Oriente
- Norte
- Norte do Cáucaso
- Noroeste
- Volga
- Urais
- Volgo-Viatski
- Oeste Siberiano
- Kaliningrado

## Composição
- Região Econômica do Centro (russo: Центральный экономический район; tr.: Central'nyj èkonomicheskij rayon)

1. Oblast de Briansk
2. Oblast de Iaroslavl
3. Oblast de Ivanovo
4. Oblast de Kaluga
5. Oblast de Kostroma
6. Oblast de Moscou
7. Oblast de Oriol
8. Oblast de Riazan
9. Oblast de Smolensk
10. Oblast de Tula
11. Oblast de Tver
12. Oblast de Vladimir
13. Cidade federal de Moscou

- Região Econômica Central da Terra Negra (russo: Центрально-Чернозёмный экономический район; tr.: Central'no-Černozёmnyj èkonomičeskij rayon)

1. Oblast de Belgorod
2. Oblast de Kursk
3. Oblast de Lipetsk
4. Oblast de Tambov
5. Oblast de Voronej

- Região Econômica do Leste Siberiano (russo: Восточно-Сибирский экономический район; tr.: Vostočno-Sibirskij èkonomičeskij rayon)

1. República da Buriácia
2. República da Cacássia
3. República de Tuva
4. Krai de Krasnoiarsk
5. Krai de Zabaykalsky
6. Oblast de Irkutsk

- Região Econômica do Extremo Oriente (russo: Дальневосточный экономический район; tr.: Dal'nevostočnyj èkonomičeskij rayon)

1. República da Iacútia
2. Krai de Kamchatka
3. Krai de Khabarovsk
4. Krai do Litoral
5. Oblast de Amur
6. Oblast de Magadan
7. Oblast das Sacalinas
8. Oblast Autônomo Judáico
9. Okrug Autônomo de Chukotka

- Região Econômica do Norte (russo: Северный экономический район; tr.: Severnyj èkonomičeskij rayon)

1. República da Carélia
2. República de Komi
3. Oblast de Arkhangelsk
4. Oblast de Murmansk
5. Oblast de Vologda
6. Okrug Autônomo da Nenétsia

- Região Econômica do Norte do Cáucaso (russo: Северо-Кавказский экономический район; tr.: Severo-Kavkazskij èkonomičeskij rayon)

1. República da Adiguéia
2. República da Cabárdia-Balcária
3. República da Carachai-Circássia
4. República da Chechênia
5. República do Daguestão
6. República da Inguchétia
7. República da Ossétia do Norte-Alânia
8. Krai de Krasnodar
9. Krai de Stavropol
10. Oblast de Rostov

- Região Econômica do Noroeste (russo: Северо-Западный экономический район; tr.: Severo-Zapadnyj èkonomičeskij rayon)

1. Oblast de Leningrado
2. Oblast de Novgorod
3. Oblast de Pskov
4. Cidade Federal de São Petersburgo

- Região Econômica do Volga (russo: Поволжский экономический район; tr.: Povolžskij èkonomičeskij rayon)

1. República da Calmúquia
2. República do Tartaristão
3. Oblast de Astracã
4. Oblast de Penza
5. Oblast de Samara
6. Oblast de Saratov
7. Oblast de Ulianovsk
8. Oblast de Volgogrado

- Região Econômica dos Urais (russo: Уральский экономический район; tr.: Ural'skij èkonomičeskij rayon)

1. República do Bascortostão
2. República da Udmúrtia
3. Krai de Perm
4. Oblast de Cheliabinsk
5. Oblast de Kurgan
6. Oblast de Oremburgo
7. Oblast de Sverdlovsk

- Região Econômica Volgo-Viatski (russo: Волго-Вятский экономический район; tr.: Volgo-Vâtskij èkonomičeskij rayon)

1. República da Chuváchia
2. República de Mari-El
3. República da Mordóvia
4. Oblast de Kirov
5. Oblast de Níjni Novgorod

- Região Econômica do Oeste Siberiano (russo: Западно-Сибирский экономический район; tr.: Zapadno-Sibirskij èkonomičeskij rayon)

1. República de Altai
2. Krai de Altai
3. Oblast de Kemerovo
4. Oblast de Novosibirsk
5. Oblast de Omsk
6. Oblast de Tiumen
7. Oblast de Tomsk
8. Okrug Autônomo de Iamália
9. Okrug Autônomo da Khântia-Mânsia

- Região Econômica de Kaliningrado (russo: Калининградский экономический район; tr.: Kaliningradskij èkonomičeskij rayon)

1. Oblast de Kaliningrado